# 万寿公主
万寿公主（?—?），唐朝公主，是中国唐朝第十六代皇帝唐宣宗李忱的长女。她的生母是元昭皇后晁氏，会昌六年（846年）五月廿三日，她获封号万寿公主。在宰相白敏中的推荐下，万寿公主下嫁出身荥阳郑氏的状元郑颢。大中四年（850年）二月廿一日，郑颢拜银青光禄大夫、行起居郎、驸马都尉，举行婚礼。
有子鄭韜光仕四朝，在後晉時以戶部尚書致仕，於舊五代史有傳。